# Octarrhena macgregorii
Octarrhena macgregorii là một loài thực vật có hoa trong họ Lan. Loài này được (Schltr.) Schltr. mô tả khoa học đầu tiên năm 1913.